# Urszula Łoś
Urszula Łoś (18 februari 1994) is een Pools baanwielrenster. Łoś nam deel aan de Europese Spelen van 2019 in Minsk waar ze een vierde plaats behaalde op de teamsprint en een vijfde plaats op de keirin. Haar focus ligt op de korte afstanden.

## Belangrijkste resultaten
| Jaar     | PK                                          | EK                  | WK       | Overig                  |
| Junioren | Junioren                                    | Junioren            | Junioren | Junioren                |
| -------- | ------------------------------------------- | ------------------- | -------- | ----------------------- |
| 2011     |                                             | teamsprint          |          |                         |
| Elite    |                                             |                     |          |                         |
| 2013     | sprint · 500m tijdrit · teamsprint · keirin |                     |          |                         |
| 2014     |                                             |                     |          |                         |
| 2015     | 500m tijdrit · teamsprint · sprint · keirin |                     |          |                         |
| 2016     | 500m tijdrit · sprint · keirin              |                     |          |                         |
| 2017     | sprint                                      |                     |          |                         |
| 2018     | sprint · keirin · 500m tijdrit · teamsprint |                     |          |                         |
| 2019     | sprint · keirin                             |                     |          | WB Brisbane: teamsprint |
| 2020     | sprint · 500m tijdrit · keirin              |                     |          |                         |
| 2021     | 500m tijdrit · sprint                       |                     |          |                         |
| 2022     | sprint · 500m tijdrit · keirin              | keirin · teamsprint |          |                         |
| 2023     |                                             |                     |          |                         |